# Rhomphaea altissima
Rhomphaea altissima là một loài nhện trong họ Theridiidae.
Loài này thuộc chi Rhomphaea. Rhomphaea altissima được Cândido Firmino de Mello-Leitão miêu tả năm 1941.